# With Each Beat of My Heart
Singles de Stevie Wonder
My Eyes Don't Cry
(1988) Free
(1989)
With Each Beat of My Heart est une chanson de l'auteur-compositeur-interprète Stevie Wonder, sortie en single en 1989 et issue de son album Characters.

## Contexte
Stevie Wonder produit son album Characters en 1987. With Each Beat of My Heart sort en février 1989 et en est le cinquième single, après Skeletons, You Will Know, Get It et My Eyes Don't Cry.

### Formats
Le single sort en 45 tours et Maxi 45 tours.
| With Each Beat of My Heart - 45 tours | With Each Beat of My Heart - 45 tours     | With Each Beat of My Heart - 45 tours | With Each Beat of My Heart - 45 tours | With Each Beat of My Heart - 45 tours | With Each Beat of My Heart - 45 tours | With Each Beat of My Heart - 45 tours | With Each Beat of My Heart - 45 tours | With Each Beat of My Heart - 45 tours | With Each Beat of My Heart - 45 tours |
| No                                    | Titre                                     | Auteur                                | Durée                                 |                                       |                                       |                                       |                                       |                                       |                                       |
| ------------------------------------- | ----------------------------------------- | ------------------------------------- | ------------------------------------- | ------------------------------------- | ------------------------------------- | ------------------------------------- | ------------------------------------- | ------------------------------------- | ------------------------------------- |
| 1.                                    | With Each Beat of My Heart                | Stevie Wonder                         | 3:50                                  |                                       |                                       |                                       |                                       |                                       |                                       |
| 2.                                    | With Each Beat of My Heart (instrumental) | Stevie Wonder                         | 3:50                                  |                                       |                                       |                                       |                                       |                                       |                                       |
| 7:40                                  |                                           |                                       |                                       |                                       |                                       |                                       |                                       |                                       |                                       |

| With Each Beat Of My Heart - Maxi 45 tours | With Each Beat Of My Heart - Maxi 45 tours | With Each Beat Of My Heart - Maxi 45 tours | With Each Beat Of My Heart - Maxi 45 tours | With Each Beat Of My Heart - Maxi 45 tours | With Each Beat Of My Heart - Maxi 45 tours | With Each Beat Of My Heart - Maxi 45 tours | With Each Beat Of My Heart - Maxi 45 tours | With Each Beat Of My Heart - Maxi 45 tours | With Each Beat Of My Heart - Maxi 45 tours |
| No                                         | Titre                                      | Auteur                                     | Durée                                      |                                            |                                            |                                            |                                            |                                            |                                            |
| ------------------------------------------ | ------------------------------------------ | ------------------------------------------ | ------------------------------------------ | ------------------------------------------ | ------------------------------------------ | ------------------------------------------ | ------------------------------------------ | ------------------------------------------ | ------------------------------------------ |
| 1.                                         | With Each Beat Of My Heart (LP Version)    | Stevie Wonder                              | 5:56                                       |                                            |                                            |                                            |                                            |                                            |                                            |
| 2.                                         | With Each Beat Of My Heart (7" Edit)       | Stevie Wonder                              | 3:50                                       |                                            |                                            |                                            |                                            |                                            |                                            |
| 3.                                         | With Each Beat Of My Heart (instrumental)  | Stevie Wonder                              | 3:50                                       |                                            |                                            |                                            |                                            |                                            |                                            |
| 13:34                                      |                                            |                                            |                                            |                                            |                                            |                                            |                                            |                                            |                                            |

### Crédits
- Stevie Wonder[3] : voix, synthétiseur, percussions, bruitages

## Critiques
Pour James E. Perone, "les paroles de With Each Beat of My Heart expriment purement et simplement une demande en mariage. C'est une belle ballade, et bien que n'étant pas une de ses chansons d'amour devenues un classique, elle montre combien il lui est facile d'écrire et d'interpréter ce type de chanson. With Each Beat of My Heart est plus intéressante musicalement et conceptuellement que la piste suivante de l'album, One of a Kind, qui traite du même thème".

## Classements
| Classement (1988)                 | Meilleure position |
| --------------------------------- | ------------------ |
| États-Unis (Billboard R&B Charts) | 28                 |